# Agrarbehörde
Die Agrarbehörden sind in Österreich für die Vollziehung aller Angelegenheiten der Bodenreform zuständig. Sie sind neben den Behörden der allgemeinen staatlichen Verwaltung als Sonderbehörden eingerichtet. Gleichwohl sind sie Verwaltungsbehörden, auch wenn sie in bestimmten Fällen über Angelegenheiten entscheiden, die außerhalb agrarbehördlicher Verfahren in die Zuständigkeit der ordentlichen Gerichte fallen. 

## Verfassungsrechtliche Grundlagen
Mit 1. Jänner 2020 wurden die Angelegenheiten der Bodenreform in die Gesetzgebungskompetenz der Länder übertragen, die Grundsatzgesetze traten außer Kraft und die Landtage wurden in der Ausgestaltung frei.
In den Angelegenheiten der Bodenreform war bis 31. Dezember 2019 laut Artikel 12 Absatz 1 Ziffer 3 des österreichischen Bundes-Verfassungsgesetzes
- Bundessache: die Grundsatzgesetzgebung,
- Landessache: die Ausführungsgesetzgebung und Vollziehung.

Das bedeutet: Der Bundesgesetzgeber stellt Grundsätze auf, die im jeweiligen Bundesland vom Landesgesetzgeber (Landtag) näher auszuführen sind. Der Bundesgesetzgeber (Nationalrat & Bundesrat) erlässt also ein so genanntes „Grundsatzgesetz“, worauf die einzelnen Landtage so genannte „Ausführungsgesetze“ erlassen müssen.
Auch die Vollziehung ist Landessache. Das heißt: Die jeweiligen Ausführungsgesetze werden von Landesbehörden angewendet.
In diesen Ausführungsgesetzen müssen natürlich die vorgegebenen Grundsätze eingehalten werden. Den Landtagen steht es andererseits aber frei, zum Beispiel aus mehreren Möglichkeiten auszuwählen, die das Grundsatzgesetz vorsieht, oder Angelegenheiten im Rahmen der gegebenen Grundsätze so zu regeln, wie dies für das eigene Bundesland am günstigsten erscheint.

## Agrarbehörden
Die Bundesländer haben für ihren Bereich die Behördenstruktur mit den jeweils angegebenen Landesgesetzen so geregelt:
- Burgenland: Amt der Landesregierung als Agrarbehörde (Landesgesetzblatt (LGBl.) Nr. 10/1949, in der Fassung (idF) LGBl. Nr. 79/2013), Sitz in Eisenstadt
- Kärnten: Amt der Landesregierung als Agrarbehörde (LGBl. Nr. 3/2011, idF LGBl. Nr. 106/2019), Sitz in Klagenfurt
- Niederösterreich: Agrarbezirksbehörde (LGBl. 6075, idF LGBl. Nr. 4/2020), Sitz in St. Pölten, Außenstellen in Baden und Hollabrunn
- Oberösterreich: Amt der Landesregierung als Agrarbehörde (LGBl. Nr. 40/2018), Sitz in Linz
- Salzburg: Amt der Landesregierung als Agrarbehörde (LGBl. Nr. 75/1986, idF LGBl. Nr. 106/2013), Sitz in Salzburg
- Steiermark: Agrarbezirksbehörde (LGBl. Nr. 10/2003, idF LGBl. Nr. 63/2019), Sitz in Graz, Dienststelle in Stainach-Pürgg, Servicestelle in Leoben
- Tirol: Amt der Landesregierung als Agrarbehörde (LGBl. Nr. 74/1996, idF LGBl. Nr. 138/2019), Sitz in Innsbruck
- Vorarlberg: Landesregierung als Agrarbehörde (LGBl. Nr. 2/2017), Sitz in Bregenz
- Wien: Amt der Landesregierung als Agrarbehörde (LGBl. Nr. 6/1971, idF LGBl. Nr. 34/2013)

## Rechtsmittel
Über Rechtsmittel („Beschwerden“) gegen Bescheide der Agrarbehörden entscheiden die jeweiligen Landesverwaltungsgerichte.